# Бланш
Еллі Дельво (фр. Ellie Delvaux; 10 червня 1999), так само знана як Бланш (фр. Blanche) — бельгійська співачка та авторка пісень. 2016 року брала участь у п'ятому сезоні бельгійської версії шоу «Голос». 2017 року представляла Бельгію на Євробаченні 2017 у Києві, Україна, де за підсумками голосування посіла	4 місце.

## Біографія
Еллі Дельво народилася 10 червня 1999 року в Брюсселі, Бельгія. Завдяки своєму старшому братові, дівчина почала цікавитися музикою: почала співати та грати на гітарі і фортепіано. 
В січні 2016 року співачка стала учасницею п'ятого сезону шоу «The Voice of Belgique», де на сліпих прослуховуваннях вона виконала пісню «Daydreamer» співачки Адель. Вона потрапила до команди французького дуету «Cats on Trees». Під час етапу дуелей Бланш заспівала пісню «Creep» англійського гурту «Radiohead» разом з іншою конкурсанткою Шарлоттою Вілерс і перемогла її, що дало можливість потрапити до прямих ефірів. Під час першого прямого ефіру дівчина виконала пісню «Running with the Wolves» норвезької співачки Аврори і була врятована наставниками. На наступному етапі вона заспівала пісню «Runnin' (Lose It All)» британського музиканта Naughty Boy, але не була врятована своїми наставниками, через що вибула з конкурсу. 
| Етап                  | Пісня                           | Оригінальний виконавець                          | Результат                              |
| --------------------- | ------------------------------- | ------------------------------------------------ | -------------------------------------- |
| Сліпі прослуховування | «Daydreamer»                    | Адель                                            | Приєдналася до команди «Cats on Trees» |
| Дуелі                 | «Creep» (проти Шарлотти Вілерс) | Radiohead                                        | Переможець                             |
| Тиждень 1             | «Running with the Wolves»       | Аврора                                           | Врятована наставниками                 |
| Тиждень 2             | «Runnin' (Lose It All)»         | Naughty Boy (featuring Бейонсе і Arrow Benjamin) | Вибула                                 |

22 листопада Бельгійське телебачення оголосило, що Бланш представлятиме Бельгію на Пісенному конкурсі Євробачення 2017 в Києві, Україна. Також було оголошено, що її пісня буде презентована пізніше.